# قلب‌های جوان (فیلم ۲۰۲۴)
قلب‌های جوان (به انگلیسی: Young Hearts) یک فیلم داستان بلوغ و درام محصول سال ۲۰۲۴ به نویسندگی و کارگردانی آنتونی شاتمن است. این فیلم داستان پسر ۱۴ ساله‌ای به نام الیاس را روایت می‌کند که عاشق همسایهٔ جدیدش، پسری هم سن و سال خودش، به نام الکساندر می‌شود.
این فیلم مشترک بلژیکی و هلندی اولین نمایش جهانی خود را در ۱۷ فوریه در هفتاد و چهارمین جشنواره بین‌المللی فیلم برلین داشت که در بخش نسل انتخاب شد و برای بهترین فیلم برای خرس بلورین رقابت کرد.

## پخش
قلب‌های جوان اولین نمایش جهانی خود را در ۱۷ فوریهٔ ۲۰۲۴ به در هفتاد و چهارمین جشنواره بین‌المللی فیلم برلین در بخش نسل انجام داد. همچنین در ۵۰مین جشنواره بین‌المللی فیلم سیاتل در مهٔ ۲۰۲۴ و هفتاد و هفتمین جشنواره فیلم کن در بخش نوجوانان Cannes Écrans در ۲۲ مهٔ ۲۰۲۴ به نمایش درآمد. اولین نمایش کانادایی آن در جشنواره فیلم و ویدیوی اینسایت اوت در ۲۸ مهٔ ۲۰۲۴ در مرکز گالا انجام شد.
همچنین در مسابقه بین‌المللی فیلم‌های بلند در ردهٔ نوجوانان در ۲ ژوئن ۲۰۲۴ در شصت و چهارمین دورهٔ جشنواره فیلم زلین، که به عنوان جشنواره بین‌المللی فیلم کودکان و نوجوانان در جمهوری چک نیز شناخته می‌شود، حضور یافت. این فیلم برای جایزه بهترین فیلم بلند آیریس در جایزه آیریس رقابت کرد و در ۱۰ اکتبر ۲۰۲۴ به نمایش درآمد.
این فیلم در سینماهای بلژیک در ۱۸ دسامبر ۲۰۲۴ توسط کینوپولیس اکران شد. این فیلم در ۱۹ دسامبر ۲۰۲۴ در سینماهای هلند اکران شد. پیش‌بینی می‌شود این فیلم در اوایل سال ۲۰۲۵ در سطح جهانی اکران شود.